# Alessandro d'Este
Alessandro d'Este (Reggio Emilia, 19 settembre 1505 – ottobre 1505) figlio primogenito di Alfonso I d'Este duca di Ferrara e della seconda moglie Lucrezia Borgia, figlia del Papa Alessandro VI e sorella di Cesare Borgia.

## Biografia

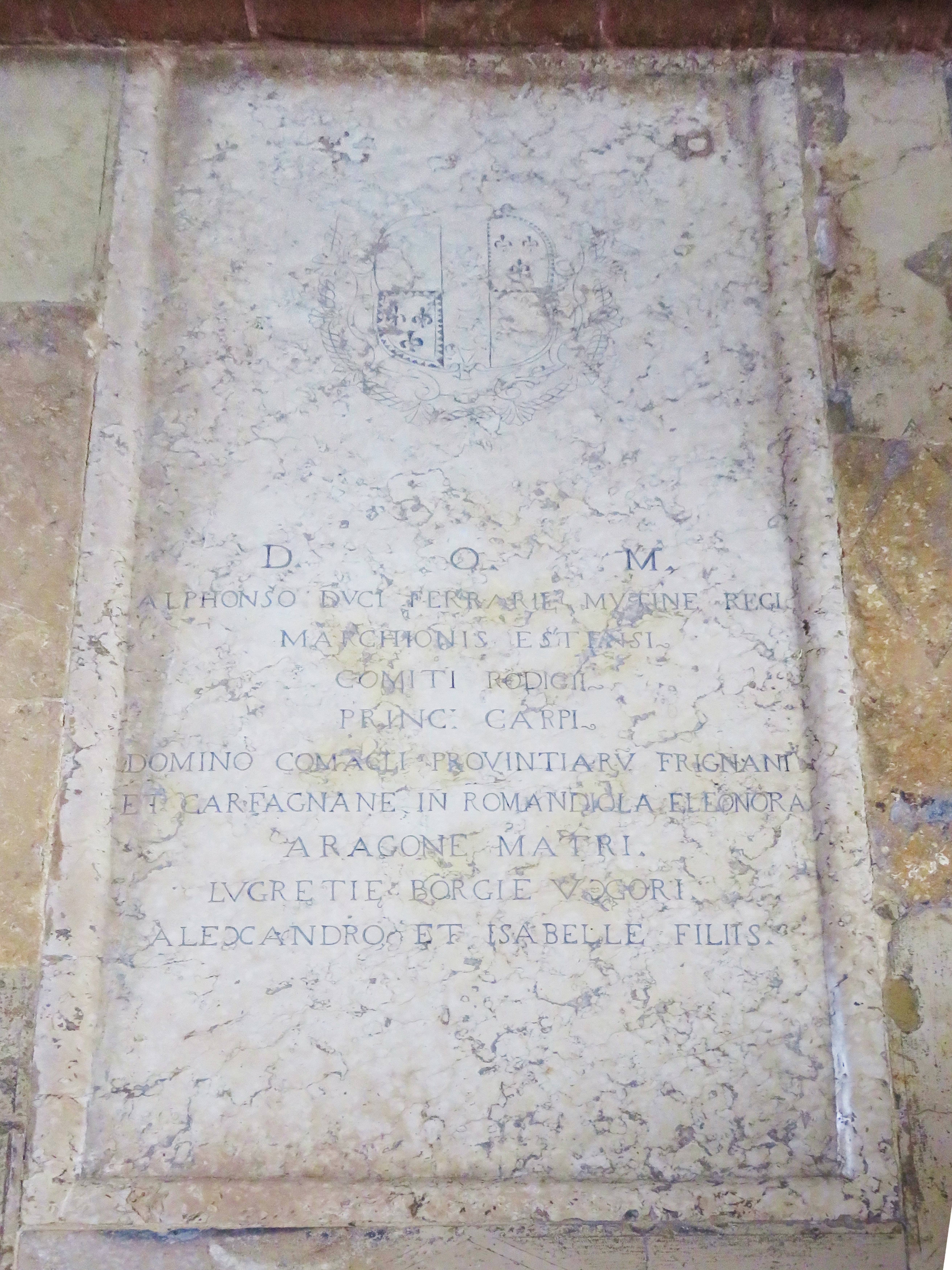
Tomba di Alfonso d'Este, Lucrezia Borgia e di alcuni figli presso il Monastero del Corpus Domini a Ferrara.

Al bambino venne messo nome Alessandro in onore del nonno materno. In seguito al parto, Lucrezia cadde ammalata di febbre puerperale ma si riprese. Il bambino invece, un mese dopo la nascita, si ammalò gravemente.
Neppure il  miglior medico di Alfonso, Francesco Castello, riuscì salvare il figlio, che morì nell'ottobre del 1505 e venne sepolto nel monastero del Corpus Domini.
Il 1º aprile del 1514 Lucrezia diede alla luce un altro figlio, sempre chiamato Alessandro, che morì anch'egli poco dopo la nascita.

## Considerazioni
La morte di un eventuale erede costituiva per le nobili casate una perdita non solo economica ma anche politica: il sistema dei matrimoni contribuiva infatti a creare alleanze militari e a guadagnare ricchezze.
Oltre agli effetti a lungo periodo, nel caso specifico degli Este, va considerata anche la fine del loro dominio su Ferrara.
Alfonso II d'Este, il cui nonno fu Alfonso I, fu l'ultimo duca estense di Ferrara. Gli Este infatti persero il ducato alla morte di Alfonso II in quanto il papa non riconobbe come suo successore Cesare d'Este, discendendo questi da Alfonso, un figlio non legittimo di Alfonso I, nato dalla relazione con la cortigiana Laura Dianti. In questo quadro dunque, a posteriori, emergono le conseguenze della morte di Alessandro: minori possibilità di sopravvivenza della casata.

## Ascendenza
|                    |                         |                              | Genitori                |  |  | Nonni |  |  | Bisnonni           |  |  | Trisnonni        |  |
|                    |                         |                              |                         |  |  |       |  |  | Niccolò III d'Este |  |  | Alberto V d'Este |  |
|                    |                         |                              |                         |  |  |       |  |  | Niccolò III d'Este |  |  | Alberto V d'Este |  |
|                    |                         | Isotta Albaresani            |                         |  |  |       |  |  | Niccolò III d'Este |  |  |                  |  |
| Ercole I d'Este    |                         |                              |                         |  |  |       |  |  | Niccolò III d'Este |  |  |                  |  |
|                    |                         | Ricciarda di Saluzzo         | Tommaso III di Saluzzo  |  |  |       |  |  |                    |  |  |                  |  |
|                    |                         | Ricciarda di Saluzzo         | Tommaso III di Saluzzo  |  |  |       |  |  |                    |  |  |                  |  |
|                    |                         | Ricciarda di Saluzzo         | Margherita di Roucy     |  |  |       |  |  |                    |  |  |                  |  |
| Alfonso I d'Este   |                         | Ricciarda di Saluzzo         |                         |  |  |       |  |  |                    |  |  |                  |  |
|                    |                         | Ferdinando I di Napoli       | Alfonso I di Napoli     |  |  |       |  |  |                    |  |  |                  |  |
|                    |                         | Ferdinando I di Napoli       | Alfonso I di Napoli     |  |  |       |  |  |                    |  |  |                  |  |
|                    |                         | Ferdinando I di Napoli       | Gueraldona Carlino      |  |  |       |  |  |                    |  |  |                  |  |
| Eleonora d'Aragona |                         | Ferdinando I di Napoli       |                         |  |  |       |  |  |                    |  |  |                  |  |
|                    |                         | Isabella di Chiaromonte      | Tristano di Chiaromonte |  |  |       |  |  |                    |  |  |                  |  |
|                    |                         | Isabella di Chiaromonte      | Tristano di Chiaromonte |  |  |       |  |  |                    |  |  |                  |  |
|                    |                         | Isabella di Chiaromonte      | Caterina di Taranto     |  |  |       |  |  |                    |  |  |                  |  |
| Alessandro d'Este  |                         | Isabella di Chiaromonte      |                         |  |  |       |  |  |                    |  |  |                  |  |
|                    | Jofré Llançol i Escrivà | Rodrigo Gil de Borja         |                         |  |  |       |  |  |                    |  |  |                  |  |
|                    | Jofré Llançol i Escrivà | Rodrigo Gil de Borja         |                         |  |  |       |  |  |                    |  |  |                  |  |
|                    | Jofré Llançol i Escrivà | Sibila de Oms                |                         |  |  |       |  |  |                    |  |  |                  |  |
| Papa Alessandro VI | Jofré Llançol i Escrivà |                              |                         |  |  |       |  |  |                    |  |  |                  |  |
|                    |                         | Isabel de Borja y Cavanilles | Domingos de Borja       |  |  |       |  |  |                    |  |  |                  |  |
|                    |                         | Isabel de Borja y Cavanilles | Domingos de Borja       |  |  |       |  |  |                    |  |  |                  |  |
|                    |                         | Isabel de Borja y Cavanilles | Francisca Marti         |  |  |       |  |  |                    |  |  |                  |  |
| Lucrezia Borgia    |                         | Isabel de Borja y Cavanilles |                         |  |  |       |  |  |                    |  |  |                  |  |
|                    |                         | Giacomo Conte dei Cattanei   | …                       |  |  |       |  |  |                    |  |  |                  |  |
|                    |                         | Giacomo Conte dei Cattanei   | …                       |  |  |       |  |  |                    |  |  |                  |  |
|                    |                         | Giacomo Conte dei Cattanei   | …                       |  |  |       |  |  |                    |  |  |                  |  |
| Vannozza Cattanei  |                         | Giacomo Conte dei Cattanei   |                         |  |  |       |  |  |                    |  |  |                  |  |
|                    |                         | Mencia Pinctoris             | …                       |  |  |       |  |  |                    |  |  |                  |  |
|                    |                         | Mencia Pinctoris             | …                       |  |  |       |  |  |                    |  |  |                  |  |
|                    |                         | Mencia Pinctoris             | …                       |  |  |       |  |  |                    |  |  |                  |  |
|                    |                         | Mencia Pinctoris             |                         |  |  |       |  |  |                    |  |  |                  |  |